# Конституція Української Народної Республіки
Конститу́ція Украї́нської Наро́дної Респу́бліки (Статут про державний устрій, права і вільності УНР) — основний закон УНР, прийнятий Центральною Радою 29 квітня 1918 року, в останній день існування Центральної Ради.
Проголошувала державну незалежність і територіальну цілісність Української Народної Республіки, рівність прав громадян, демократичні свободи. Республіка мала бути парламентською зі Всенародними Зборами як вищою законодавчою владою (без посади президента). Передбачався земельний адміністративно-територіальний устрій з широким місцевим самоврядуванням у всіх 30 землях. Підтверджувалося право національних меншин в Україні на національно-персональну автономію, закріплювалося право національних союзів на законодавчу ініціативу.

## Структура
Конституція УНР складається з 83 статей, які об'єднані у 8 розділів:
- Розділ I. Загальні постанови.
- Розділ II. Права громадян України.
- Розділ III. Органи влади Української Народної Республіки.
- Розділ IV. Всенародні Збори Української Народної Республіки.
- Розділ V. Про Раду Народних Міністрів Української Народної Республіки.
- Розділ VI. Суд Української Народної Республіки.
- Розділ VII. Національні союзи.
- Розділ VIII. Про часове припинення громадянських свобід.

Конституційний процес ЦР розпочала відразу ж після проголошення Першого універсалу створенням конституційної комісії у складі 100 осіб на чолі з М. Грушевським. Конституцію передбачалося ухвалити Всеукраїнськими Установчими Зборами. Але революційні події, російська та німецька окупації завадили цьому і в останній день свого існування, 29 квітня 1918 р., ЦР затвердила її положення, але в життя не впровадила, бо сама припинила діяльність.
Конституція УНР мала підзаголовок — «Статут про державний устрій, права і вольності УНР» і складалася з 83 статей, об'єднаних у 8 розділів: I. Загальні постанови (статті 1-6); II. Права громадян України (статті 7-21); III. Органи влади УНР (статті 22-26); IV. Всенародні Збори УНР (статті 27-49); V. Про Раду Народних Міністрів УНР (статті 50-59); VI. Суд УНР (статті 60-68); VII. Національні союзи (статті 69-78); VIII. Про часове припинення громадянських свобод (статті 79-83).
УНР проголошувалася «державою суверенною, самостійною і ні від кого незалежною», суверенне право в якій належить народові (всім разом громадянам республіки). Територія її неподільна і без згоди 2/3 парламенту не може змінюватися кордон.
Громадянином вважалася особа, яка набула це право законним шляхом, подвійне громадянство не передбачалося. Актова, громадянська і політична дієздатність наставала з 20 років. Всі громадяни, незалежно від віку, віри, раси, статі проголошувалися рівними у своїх правах. Їм гарантувалися всі права і свободи, як то: свобода слова, друку, совісті, обирати і бути обраним (активне і пасивне виборче право), вільне місце проживання, пересування, недоторканність особистого життя, таємниця листування тощо. Встановлювалися порядок виборів та законотворча процедура. Влада розподілялася на гілки: законодавчу, виконавчу та судову. Законодавча належала Всенародним Зборам УНР, виконавча — Раді Народних Міністрів, судова — Генеральному Суду УНР.
Національним меншинам надавалося право об'єднуватися у національні союзи, які формували органи самоуправління, видавали корпоративні закони, що не суперечили б Конституції держави, встановлювали бюджет тощо.
На випадок війни чи повстання громадянські свободи обмежувалися спеціальним законам не більше як на 3 місяці, який ухвалювали Всенародні Збори або Рада Народних Міністрів.
Отже, ЦР бачила УНР класичною парламентською республікою, без президента. На підставі Конституції передбачалася розробка цілої низки законодавчих актів.

## Ювілей
У 2018 році на державному рівні в Україні відзначається пам'ятна дата — 100 років з дня прийняття Конституції Української Народної Республіки (29 квітня).

## Рекомендована література
- Логвиненко І.А. Конституція УНР 1918 року: історія розробки, прийняття та оцінки в історіографії. ПРАВО І БЕЗПЕКА. 2017. № 1 (64). С. 35-39.
- Логвиненко І.А. Конституція УНР 1918 року: оцінки в історіографії // Тези виступів учасників Міжкафедрального круглого столу до Дня Соборності України. – 2017. – С. 76-78.
- Єфремова Н.В. РОЗВИТОК КОНСТИТУЦІЙНОГО ЗАКОНОДАВСТВА В УКРАЇНІ (1917-1920 ): автореф.
- Ковальов Д.В., Пономаренко А.Б. Політико-правові принципи конституційного ладу в Конституції Української Народної Республіки. //Політичне життя. – 2018. – №. 4. – С. 11-16.
- Радько А. Конституція УНР: історико-правовий дослід.Формат розвитку відносин України та країн Центральної Європи у контексті російськоукраїнської війни: Матеріали VII Міжнародної науково-практичної конференції (м. Ужгород, 23 вересня 2022 року) / Ю. Остапець, М. Палінчак (голови редкол.); відповідальні за випуск: М. Вегеш, В. Гиря. Ужгород: ТОВ «Рік-У», 2022. С. 247-251
- Даценко В. О. КОНСТИТУЦІЯ УНР 1918 РОКУ ЯК ВЕРШИНА ДЕРЖАВОТВОРЧОЇ ДІЯЛЬНОСТІ ЦЕНТРАЛЬНОЇ РАДИ // Організаційно-управлінське та економіко-правове забезпечення діяльності Єдиної державної системи цивільного захисту (ЄДСЦЗ): Матеріали V Всеукраїнської науково-практичної конференції. – Черкаси : Видавець Чабаненко Ю. А., 2020. С. 13-15.
- Бойко І. МІСЦЕ І РОЛЬ КОНСТИТУЦІЇ УКРАЇНСЬКОЇ НАРОДНОЇ РЕСПУБЛІКИ 1918 р. В ІСТОРІЇ НАЦІОНАЛЬНОГО КОНСТИТУЦІОНАЛІЗМУ. Український часопис конституційного права.–2017.–3.–С: 67-76.